# ぐんま信用金庫
ぐんま信用金庫（ぐんましんようきんこ）はかつて群馬県前橋市に本店を置いていた信用金庫。統一金融機関コードは1201で、合併前時点での店舗数は38ヶ店（有人出張所を含む）だった。
2007年11月26日に、かんら信用金庫及び多野信用金庫と対等合併し、存続金庫であるかんら信金は名称を「しののめ信用金庫」に変更した。

## 沿革
- 1924年12月 有限責任前橋信用組合を設立
- 1938年12月 前橋中央信用組合と合併する
- 1951年10月 信用金庫法に基づき、前橋信用金庫となる
- 1994年2月 きゅうじょう信用金庫と合併し、群馬中央信用金庫となる
- 1997年11月 無担保コール市場で三洋証券に貸し付けていた10億円が、三洋証券の経営破綻によって債務不履行（デフォルト）となり、回収不能となる（これによって無担保コール市場が大混乱に陥り、資金調達が出来なくなった北海道拓殖銀行、山一證券、日本長期信用銀行などの相次ぐ経営破綻が発生した）[1]。
- 2002年11月 大栄信用金庫と合併し、ぐんま信用金庫となる
- 2007年11月26日 多野信用金庫と共にかんら信用金庫に合併され、「しののめ信用金庫」へ名称を変更（本店所在地は旧かんら信金本店）。ぐんま信金は解散。